# Thore Swanerud
Thore Elis Samuel Swanerud, född 18 juni 1919 i Matteus församling i Stockholm, död 8 december 1988 i Katarina församling i Stockholm, var en svensk kompositör, kapellmästare och musiker (piano och vibrafon).

## Biografi
Swanerud skrev sin första komposition som 16-åring. Han studerade musik för Stig Holm. Han var engagerad i dansorkestern White star 1935–1936 och spelade senare med flera orkestrar bland annat i Sten Axelson, Miff Görling, Håkan von Eichwald, Charles Redland, Arne Hülphers, Arthur Österwall och Simon Brehm. Han bildade en egen orkester 1949. Bandet gästades av amerikanske saxofonisten James Moody i oktober 1949, och det gjordes skivinspelningar där bland andra Swanerud medverkade. ”I’m in the mood for love” med pianosolo av Swanerud, blev en stor framgång, inte minst i Amerika, och räknas i dag till jazzens klassiker. Han tilldelades SKAP-stipendiet 1975.
Thore Swanerud är gravsatt i minneslunden på Skogskyrkogården i Stockholm.

## Filmmusik
- 1956 – Den hårda leken
- 1957 – Sommarnöje sökes
- 1970 – Den magiska cirkeln

## Filmografi roller
- 1949 – Kvinnan som försvann
- 1956 – Suss gott